# DIN 7157
Die DIN-Norm DIN 7157 definierte Passungsauswahlen in den Passungssystemen Einheitsbohrung und Einheitswelle. Die folgende Darstellung ist ein Auszug aus der in DIN 7157 definierten Passungsauswahl.
Kombinationen im System Einheitsbohrung mit Spiel (Spielpassungen):
| Bohrung: | H11 | H8 | H8 | H8 | H7 | H7 | H8 | H7 |
| Welle:   | d9  | d9 | e8 | f7 | f7 | g6 | h9 | h6 |

Kombinationen im System Einheitsbohrung mit Spiel oder Übermaß (Übergangspassungen):
| Bohrung: | H7 | H7 | H7 |
| Welle    | j6 | k9 | n6 |

Kombinationen im System Einheitsbohrung mit Übermaß (Presspassungen):
| Bohrung | H7 | H7 | H8 | H8 |
| Welle   | r6 | s6 | u8 | x8 |

Kombinationen im System Einheitswelle mit Spiel (Spielpassungen):
| Bohrung | C11 | C11 | D10 | E9 | F8 | F8 | G7 | H8 |
| Welle   | h11 | h9  | h9  | h9 | h9 | h6 | h6 | h9 |

Für das System Einheitswelle sind in dieser DIN keine Übergangs- oder Presspassungen festgelegt.
Die Norm wurde zurückgezogen. Es wird die Anwendung der Norm DIN EN ISO 286-1 empfohlen.